# مایکل پلامب
مایکل پلامب (انگلیسی: Michael Plumb؛ زادهٔ ۲۸ مارس ۱۹۴۰) سوارکار اهل ایالات متحده آمریکا بود.
وی در مسابقات کشوری و بین‌المللی در مجموع برندهٔ ۵ مدال طلا، ۸ مدال نقره، ۲ مدال برنز شده‌است.